# Schlacht bei Gorlice-Tarnów
1914

Ostpreußische Operation (Stallupönen, Gumbinnen, Tannenberg, Masurische Seen) – Galizien (Kraśnik, Komarów, Gnila Lipa, Lemberg,
Rawa Ruska) – Przemyśl – Weichsel – Krakau – Łódź – Limanowa–Lapanow – Karpaten
1915

Humin – Masuren – Zwinin – Przasnysz – Gorlice-Tarnów – Bug-Offensive – Narew-Offensive – Großer Rückzug – Nowogeorgiewsk – Rowno – Swenziany-Offensive
1916

Naratsch-See – Brussilow-Offensive – Baranowitschi-Offensive
1917

Aa – Kerenski-Offensive (Zborów) – Tarnopol-Offensive – Riga – Unternehmen Albion
1918

Operation Faustschlag – Krim
Die Schlacht (auch Durchbruchsschlacht) bei Gorlice-Tarnów fand im Ersten Weltkrieg Anfang Mai 1915 an der Ostfront bei den Städten Gorlice und Tarnów im Norden des damaligen österreichisch-ungarischen Kronlandes Galizien statt. Sie markiert einen Wendepunkt des Krieges an der Ostfront. Den Streitkräften der Mittelmächte (des Deutschen Kaiserreichs und Österreich-Ungarns) gelang in der Schlacht ein entscheidender Durchbruch durch die Stellungen der kaiserlich-russischen Armee. Eine schwere Niederlage der russischen 3. Armee war die Folge. Der Erfolg bei Gorlice-Tarnów ermöglichte den Mittelmächten am 22. Juni 1915 die Rückeroberung Lembergs, der Hauptstadt Galiziens, sowie bis zum Ende des Sommers 1915 die Besetzung von ganz Russisch-Polen.

## Hintergrund

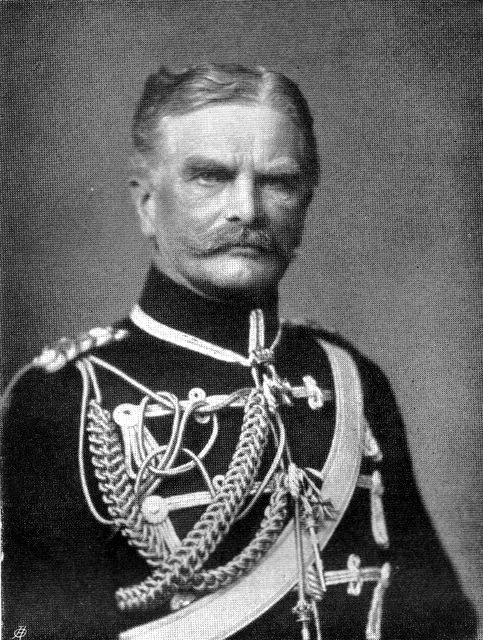
Generaloberst August von Mackensen, der Oberbefehlshaber der 11. Armee

Bis Sommer 1915 konnte keine der an der Ostfront kämpfenden Kriegsparteien einen eindeutigen Vorteil erringen. So war es zwar den Mittelmächten noch 1914 gelungen, die strategische Offensive Russlands – die sogenannte russische Dampfwalze – zum Stehen zu bringen. Bei Tannenberg und an den Masurischen Seen war es den Streitkräften des Deutschen Reichs sogar gelungen, zwei russische Armeen aus Ostpreußen zurückzudrängen. Der anschließende Versuch einer Eroberung Polens noch im Herbst desselben Jahres scheiterte jedoch am russischen Widerstand. Der Donaumonarchie gelang es nach der schweren Niederlage in der Schlacht von Lemberg immerhin durch die Schlacht bei Limanowa–Lapanow eine direkte Bedrohung ihres Kernlands durch die russische Armee abzuwenden. Die folgende Winteroffensive in den Karpaten scheiterte jedoch unter schweren Verlusten. Der weiterhin drohende russische Durchbruch an der Karpatenfront in die ungarische Tiefebene und auf Budapest, sowie die sich abzeichnende Kriegserklärung Italiens setzte Österreich-Ungarn stark unter Handlungsdruck. Das Deutsche Reich wiederum wollte die brüchige Situation an der Ostfront durch Schaffung eines Puffers stabilisieren, letztlich um dadurch genug militärische Kräfte für ein Wiederergreifen der Initiative an der Westfront zur Verfügung zu haben, nachdem der ursprünglich verfolgte Schlieffen-Plan gescheitert war.

## Planungen der Stäbe
Am 1. April 1915 signalisierte der deutsche Militärbevollmächtigte beim k.u.k. Armeeoberkommando die Bereitschaft, deutsche Truppenverbände zu einer Entlastungsoffensive des österreich-ungarischen Verbündeten an der Ostfront bereitzustellen. Dieser Idee stimmte auch die deutsche Oberste Heeresleitung (OHL) am 13. April zu. Über die zu wählende Strategie herrschte allerdings zunächst keine Einigkeit in den militärischen Stellen der Mittelmächte. Vor allem Erich Ludendorff und Paul von Hindenburg, die maßgeblich für den Sieg in der Schlacht von Tannenberg waren, setzten sich für eine breitangelegte, strategische Umfassung ein, die von Ostpreußen und Galizien aus die russische Front an ihren Flanken aufrollen und die russischen Truppen in einem ganz Polen umfassenden Kessel abschneiden sollten. Die Oberkommandierenden beider verbündeter Staaten setzten jedoch auf herkömmliche Strategien. So hatte der österreichische Generalstabschef Conrad von Hötzendorf bereits nach der Schlacht in den Karpaten einen Plan für eine zentrale Durchbruchsschlacht am russischen Frontvorsprung zwischen Tarnów und der Region Gorlice aufgestellt. Auch Erich von Falkenhayn, der Chef der OHL, befürwortete den österreichischen Plan, den Hötzendorf ihm bereits im Januar 1915 skizziert hatte. Er fürchtete, dass der Plan einer großen Umfassung zu viele deutsche Truppen benötigt hätte und somit die Westfront zu sehr ausdünnen würde. So fiel die Entscheidung für eine eher begrenzte Operation, bei der von Falkenhayn jedoch auf der deutschen Leitung beharrte. Die OHL entsandte die im März 1915 neu aufgestellte 11. Armee unter Generaloberst August von Mackensen, der sich in den Kämpfen in Ostpreußen und bei Lodz ausgezeichnet hatte. Die Armee, die auch ein österreichisch-ungarisches Armeekorps umfasste, bestand aus insgesamt zehn Divisionen und sammelte sich ab 21. April in Westgalizien.

## Operationsziel und Aufmarsch

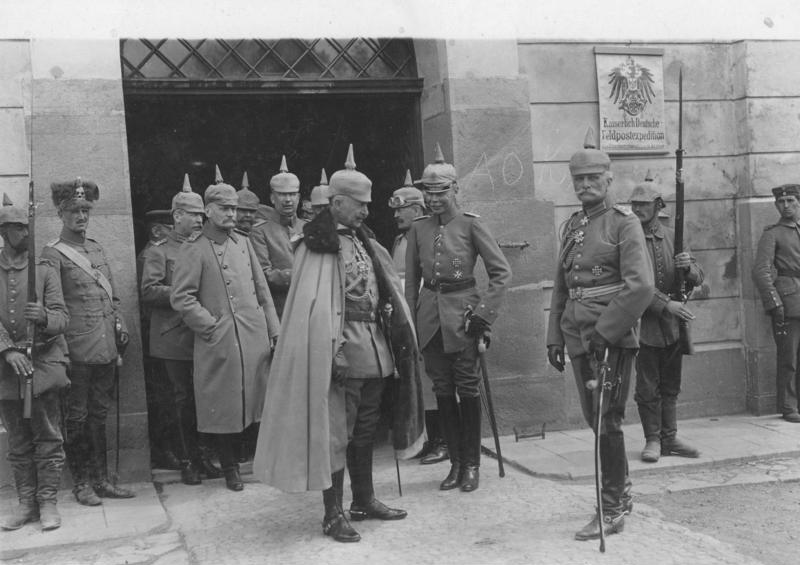
Kaiser Wilhelm II. im Hauptquartier der 11. Armee, neben dem Kaiser General von Seeckt, rechts Generaloberst von Mackensen

Operatives Ziel der 11. Armee war es, zwischen dem IX. und X. Korps der russischen 3. Armee unter General Radko Dimitriew einen Keil zu treiben. Während dies den nördlichen Flügel der russischen Armee auf Jaroslau zurückwerfen werden würde, sollte der südliche Flügel auf die Karpatenfront der österreichisch-ungarischen 3. und 2. Armee abgedrängt und dort eingekreist werden. Im weiteren Verlauf würde der Fluss San erreicht und die sich daraus ergebende Bedrohung der rückwärtigen Linien der russischen 8. Armee unter Alexei Brussilow sollte die gesamte russische Südwestfront zur Aufgabe ihrer Stellungen im Raum Lupkow und am Uschok-Pass gezwungen werden.
Die Geländebedingungen begünstigten die Operation: Die Flanken der Angriffsverbände waren im Norden durch die Weichsel, im Süden durch die Beskiden gedeckt, und das vorhandene Eisenbahnnetz erleichterte Anmarsch und Versorgung. Das nach Norden absinkende Gelände bot gute Beobachtungs- und Übersichtverhältnisse über das Gefechtsfeld mit Einsicht in die russischen Stellungen, während der eigene Anmarsch weitgehend verborgen erfolgen konnte. Problematisch waren jedoch die zahlreichen quer zur Angriffsachse in Süd-Nord-Richtung verlaufenden Weichselzuflüsse sowie das nur aus wenigen Hauptstraßen bestehende Wegenetz im Operationsgebiet. Der Armeegruppe Mackensen waren für ihren Angriff neben der deutschen 11. Armee im Zentrum auch die k.u.k. 4. Armee am nördlichen Flügel und die k.u.k. 3. Armee am südlichen Flügel unterstellt.
Den Hauptangriff im Zentrum führte die deutsche 11. Armee (August von Mackensen) an der Biala zwischen Tuschow und Grybow mit zehn Infanteriedivisionen – 216.000 Mann und 634 Geschütze – in Richtung auf Gorlice.
- Am linken Flügel stand das Gardekorps (General Karl von Plettenberg) mit der 1. und 2. Garde-Division und das k.u.k. VI. Korps (FML Arthur Arz von Straußenburg) mit der 12. Infanteriedivision (FML Paul Kestranek) und 39. Honved-Division (FML Hadfy).
- In der Mitte stand das XXXXI. Reserve-Korps (General der Infanterie Hermann von François) mit der 81. (Generalleutnant Leo von Stocken) und der 82. Reserve-Division (Generalleutnant Siegfried Fabarius).
- Am rechten Flügel stand das Kombinierte Korps (Generalmajor Paul von Kneußl) mit der 11. bayerischen Infanterie-Division und der 119. Infanterie-Division sowie in zweiter Staffel das X. Armee-Korps (General Otto von Emmich) mit der 19. und 20. Infanterie-Division.

Die k.u.k. 3. Armee (Svetozar Boroević) beteiligte sich nach dem Durchbruch am südlichen Flügel in den Beskiden zwischen Duklapass und Sztropko mit 10 Divisionen und 2 Kavalleriedivisionen.
- Das k.u.k. X. Korpskommando (FML Hugo Martiny) operierte mit der 21. Infanteriedivision (Generalmajor Alois Podhajský), der 2. Infanteriedivision (Generalmajor Anton Lipošćak) und der 24. Infanteriedivision (FML Josef Schneider-Manns-Au) im Raum Tylicz.
- Das k.u.k. III. Korps (FML Krautwald) mit der 22., 28. und 26. Infanteriedivision, das k.u.k. XVII. Korps (FML Karl Křitek) sowie das k.u.k. VII. Korps (FML Erzherzog Josef August) verblieben gegenüber dem rechten Flügel der russischen 8. Armee zwischen dem Duklapass bis zum Labrorcza-Tal defensiv.

Im Laborcza-Tal vor Mezölaborcz stand das deutsche Beskidenkorps (General von der Marwitz), daran anschließend die k.u.k. 2. Armee (Eduard von Böhm-Ermolli) mit weiteren 12 Divisionen bis zum Uschok-Pass und schließlich das k.u.k. Korps Szurmay, das die Verbindung zur deutschen Südarmee (Alexander von Linsingen) herstellte.
Südlich der Weichsel entlang des Dunajec stehend unterstützte die k.u.k. 4. Armee (Erzherzog Joseph Ferdinand) mit acht Infanteriedivisionen, einer Kavalleriedivision und 253 Geschützen den Angriff in Richtung auf Tarnów.
- Die Kombinierte 62. Infanteriedivision (Generalmajor Rudolf Stöger-Steiner) und Landwehrtruppen deckten die Nordflanke an der Weichsel.
- Das k.u.k. XIV. Korps (FML Josef Roth) mit der 3. Infanteriedivision (FML Ernst von Horsetzky) und der 8. Infanteriedivision (FML Ludwig von Fabini) sowie die deutsche 47. Reserve-Division (Generalleutnant Alfred von Besser) hatte den Durchbruch bei Tarnow zu führen.
- Das k.u.k. IX. Korps (FML. Rudolf Králíček) mit der 10. Infanteriedivision (Generalmajor Artur von Mecenseffy) und der 106. Infanteriedivision (Gmj. Ernst Kletter) operierte bei Gromnik in Richtung auf Brzostek.

Während die Infanteriekräfte beider Seiten in etwa gleich stark waren, konnten die Angreifer erheblich mehr Artillerie ins Feld führen:
| Artillerie        | Mittelmächte | Russland |
| ----------------- | ------------ | -------- |
| Schwere Geschütze | 334          | 4        |
| Feldgeschütze     | 1.272        | 675      |
| Minenwerfer       | 52           | —        |

## Verlauf der Schlacht

### Durchbruch der russischen Linien
Die Mittelmächte starteten die Operation am 1. Mai 1915 mit einem ganztägigen massivem Feuer der Artillerie. Etwa alle 130 Meter feuerte ein schweres, alle 40 Meter ein Feldgeschütz, sowie zusätzliche Minenwerfer, was zur bis dahin massivsten Konzentration von Artillerie in einer Schlacht des Krieges führte. Aufgrund der guten Einsehbarkeit der russischen Stellungen richtete das eintägige Trommelfeuer dort große Verluste an. Der Befehlshaber der russischen 3. Armee, General Radko Dimitriew, verstärkte noch in der Frühe des 2. Mai zum Ausgleich der schweren Verluste das X. Korps mit Teilen der 63. und 81. Reserve-Division. Insgesamt verteidigte seine Truppe etwa 80 km Front, von der Weichsel bis westlich Żmigród mit 6 Infanterie- und Reserve-Divisionen sowie 5 Landwehr-Brigaden, dahinter 1 weitere Infanterie- und 5 Kavallerie-Divisionen als Reserve.
Am 2. Mai 1915 um 6 Uhr morgens, es herrschte weiterhin beste Sicht für die Artilleriebeobachter, eröffnete die Artillerie erneut ihr Feuer auf die russischen Stellungen. Im Hauptangriffsabschnitt waren zuvor fast unbemerkt vier deutsche Infanteriedivisionen nahe an die russischen Linien herangeführt worden. Unterstützt wurden sie vom österreichisch-ungarischen VI. Korps. An der linken Flanke dieses Abschnitts trat das österreichisch-ungarische XIV. Korps an mit dem Ziel, den Durchbruch bei Tarnów zu erreichen.
Um 9.45 Uhr wurden die russischen Stellungen mit Flachfeuer unter Beschuss genommen, während die Artillerie ihr Feuer vorverlegte. In den Artilleriekampf griff auch ein unter dem Decknamen Brieftaubenabteilung Ostende operierendes 20 Flugzeuge starkes Kampfgeschwader der Luftstreitkräfte ein, das die OHL ebenfalls bereitgestellt hatte.
Um 10 Uhr stürmten im Hauptangriffsabschnitt das preußische Gardekorps und das XXXXI. Reservekorps als erste Angriffswelle mit insgesamt etwa 40.000 Infanteristen durch das ca. 3 km breite Niemandsland die russischen Stellungen. Sie fanden diese in Folge des Artilleriebeschusses vielfach in desolatem Zustand vor, in denen sich nach Augenzeugenberichten die Leichenberge türmten.
Das preußische Gardekorps auf dem linken Flügel, das gegen 7 Uhr unbemerkt in seine Sturmausgangsstellungen vorrücken konnte, wurde gegen die vorspringenden Höhenstellungen 437 (südwestlich von Stasikówka), 382 und 358 (östlich und nordöstlich Ciężkowice) angesetzt. Der Sturm überwand schnell das mit nur drei hintereinander liegenden Gräben und dürftigem Stacheldrahtverhau schwach ausgebaute Verteidigungssystem der russischen Stellungen. Mit nur geringen Verlusten gelang so ein Einbruch von etwa 6 km Tiefe. Die 12. Infanterie-Division rückte auf das Bergmassiv bei Pustki vor, konnte jedoch keine so schnellen Erfolge verbuchen. Das als Reserve bereitstehende deutsche X. Armeekorps wurde in den ersten Nachmittagsstunden nach vorne gezogen, wobei die 20. Division auf die Ropa und die 19. Division auf Olszowa vorrücken sollte.
Am rechten Flügel beim Kombinierten Korps stockte der Angriff zunächst bis 14.00 Uhr, dann gelang der 11. bayerischen Infanterie-Division der Sturm auf die Höhen des Zamczysko-Massivs. Dies ermöglichte der 119. Infanterie-Division östlich des Dorfes Sękowa vorzurücken und schließlich die russische Stellung an der Straße nach Kobylanka aufzurollen. Das am Karpatenkamm bei Tylicz sichernde k.u.k. X. Korps erstürmte die Höhe von Malastów. Insgesamt gelang dem Kombinierten Korps so der Durchbruch auf Żmigród.
Im linken Abschnitt des Hauptangriffsbereichs blieb die 82. Reserve-Division zunächst ebenfalls im russischen Abwehrfeuer bei Mszanka und im Wald von Kamieniec liegen. Bei Gorlice gelang es ihr hingegen durchzubrechen. Bis zum Abend konnte das deutsche XXXXI. Reservekorps 14 Kilometer tief vorstoßen und nahm allein an diesem ersten Angriffstag etwa 17.000 russische Soldaten gefangen.
Zwar befahl der russische General Dimitriew unverzügliche Gegenangriffe zur Eindämmung der Einbrüche, diese scheiterten jedoch aufgrund mangelnder Kräfte. Da die weitere Verstärkung in Form des III. kaukasischen Armeekorps erst über Przemyśl herangeführt werden musste, war die russische Seite am 2. Mai kaum zu effektiver Gegenwehr in der Lage. Gleichwohl erlitten die Mittelmächte stellenweise hohe Verluste. So verloren das X. Korps in den ersten beiden Tagen 30.000 und das IX. Korps 10.000 Mann, beide hatten die Operation mit jeweils fast 40.000 Soldaten begonnen.
Es gelang den Mittelmächten, die Durchbrüche auszunutzen und am 3. Mai war die russische Front bereits auf einer Breite von 35 km aufgebrochen.

### Scheitern der russischen Gegenoffensive
Am 4. Mai stand das X. Armeekorps südlich von Zmigrod, das XXXXI. Reservekorps im Raum Dębowiec, das k.u.k. VI. Korps bei Jasło und das Gardekorps nördlich davon zwischen Jasło und Kołaczyce. Da auf russischer Seite nachgelagerte Stellungen fehlten, mussten sich die zurückweichenden russischen Truppen über freies Feld zurückziehen. Sie waren dabei Artilleriefeuer und auch Fliegerangriffen ausgesetzt und viele russische Soldaten ergaben sich den nachstoßenden Truppen der Mittelmächte.
Das nun in die Kämpfe eingreifende russische III. kaukasischen Armeekorps konnte die Angreifer verlangsamen und sich bis zum 6. Mai geordnet auf den Fluss Wisłoka zurückziehen. Gleichwohl gelang es den Truppen des deutschen X. Armee-Korps, durch die Lücke der völlig durcheinander geratenen russischen X. und IX. Korps auf Dukla vorzustoßen und somit die rückwärtigen Gebiete der russischen Front zu bedrohen.
Derweil verbot das russische Heereskommando Stawka jeden weiteren Rückzug aus politischen und militärischen Gründen. So standen Italien und Rumänien vor dem Kriegseintritt auf Seiten der Entente und dies sollte nicht durch eine Niederlage aufs Spiel gesetzt werden. Weiterhin bereitete die russische 8. Armee unter General Brussilow eine weitere Karpatenoffensive vor, weswegen Truppenabgaben vermieden werden sollten. Ohne vorbereitete Stellungen und angesichts der enormen Verluste war diese Forderung kaum erfüllbar.
General Dimitriew forderte daher vom Hauptquartier weitere Verstärkungen an, um seine Truppen zu konsolidieren und führte am 7. Mai zur Entlastung einen weiteren Gegenangriff mit dem III. und dem XXIV. Korps durch. Dieser scheiterte jedoch unter großen Verlusten. So wurde das im Raum Dukla konzentrierte russische XXIV. Korps unter General der Infanterie Zurikow vom deutschen X. Armeekorps im Zusammenwirken mit der k.u.k. 3. Armee eingekreist. Noch am 7. Mai kapitulierte die russische 48. Division unter General Kornilow. Am 8. Mai gelang es den deutschen Truppen, sich auch gegen die Reste des russischen IX. und X. Korps durchzusetzen und diese ungeordnet zum Rückzug auf Jasło zu zwingen.
Die nach den Durchbrüchen notdürftig improvisierte russische Front war nach nur 48 Stunden endgültig zerbrochen. Die Verluste betrugen zu diesem Zeitpunkt bereits 210.000 Mann, davon 140.000 Gefangene. Zahlreiches Material, darunter 160 Geschütze und 400 Maschinengewehre, waren in die Hände der Angreifer gefallen. Am 9. Mai meldete Dimitriew, seine Armee habe „ihr ganzes Blut verloren“. Der russische Frontkommandeur General Nikolai Iwanow hatte schon seit einigen Tagen um die Erlaubnis zum Rückzug gebeten. Seine Anfrage wurde am 10. Mai, nach dem totalen Zusammenbruch, vom Oberkommando (Stawka) erfüllt, gleichzeitig wurde er seines Postens enthoben. Die russische Armee zog sich auf den Fluss San zurück und wandte dabei die Taktik der „verbrannten Erde“ an, evakuierte die Bevölkerung, zündete Dörfer an, tötete das Vieh und zerstörte die Verkehrswege.

## Verluste
Die Angaben darüber, wie viele Soldaten getötet und verwundet wurden oder in Gefangenschaft gerieten, sind – wie bei allen Schlachten des Ersten Weltkrieges – auch für die Schlacht von Gorlice-Tarnów ungenau, lückenhaft und widersprüchlich. Sicher ist nur, dass die russischen Verluste weit höher waren als die auf deutscher und österreichisch-ungarischer Seite zusammen.
Der deutsche Heeresbericht vom 13. Mai 1915 spricht von 143.000 russischen Gefangenen. Der österreichische Heeresbericht vom 12. Mai 1915 schätzte die russischen Verluste auf mindestens 150.000 Mann, davon 100.000 Gefangene. Hermann Stegemann bezifferte die russischen Verluste 1919 auf „annähernd 250.000 Mann“, ohne zwischen Toten, Verwundeten und Gefangenen zu unterscheiden. Ernst Müller-Meiningen nannte 1917 dieselbe Zahl. Richard DiNardo, der die bisher detaillierteste Studie zur Schlacht von Gorlice-Tarnów erarbeitet hat, schätzt, dass bis zu 250.000 Soldaten der russischen Armee in Gefangenschaft gerieten und mehr als 100.000 fielen oder verwundet wurden. Wolfgang Mommsens Aussage, es habe auf russischer Seite 820.000 Mann Verluste sowie 895.000 Gefangene gegeben, bezieht sich auf die russische Front von Mai bis Juli 1915 insgesamt.
Was die Verluste auf Seiten der Mittelmächte betrifft, macht der „Sanitätsbericht über das deutsche Heer“ für die deutsche 11. Armee aufgrund der 10-Tages-Meldungen der einzelnen Einheiten im Zeitraum vom 1. bis zum 10. Mai 1915 folgende Angaben über Verluste:
- verwundet: 11.470 Soldaten
- gefallen: 2.634 Soldaten
- erkrankt: 1.353 Soldaten
- vermisst: 1.067 Soldaten

Die 10-Tages-Meldungen waren jedoch häufig ungenau und erfassten nicht alle Verluste. Viele Indizien lassen vermuten, dass die Zahlen des „Sanitätsberichtes“ zu niedrig sind. So verlor allein das Bayerische 3. Infanterie-Regiment der 11. bayerischen Infanterie-Division an einem einzigen Tag 20 Offiziere und 700 Mann an Gefallenen und Verwundeten. Kaum geringer waren die Verluste des 3. Posenschen Infanterie-Regimentes Nr. 58 der 119. Infanterie-Division im Häuserkampf zur Einnahme der Stadt Gorlice. Von den etwa 20.000 Soldaten des XXXXI. Reserve-Korps der 11. Armee fielen 2.000 Mann allein am 2. Mai 1915; am Ende der Schlacht hatten einige Regimenter des XXXXI. Reserve-Korps jeden zweiten Mann verloren. DiNardo schätzt die Verluste der 11. Armee (Gefallene und Verwundete) in der Schlacht von Gorlice-Tarnów auf etwa 20.000 Mann. Das österreichische VI. Korps verlor 10.300 Mann, ein Drittel seiner Stärke am Vorabend der Schlacht. Kaum geringer waren die Verluste der anderen österreichischen Einheiten.

## Folgen

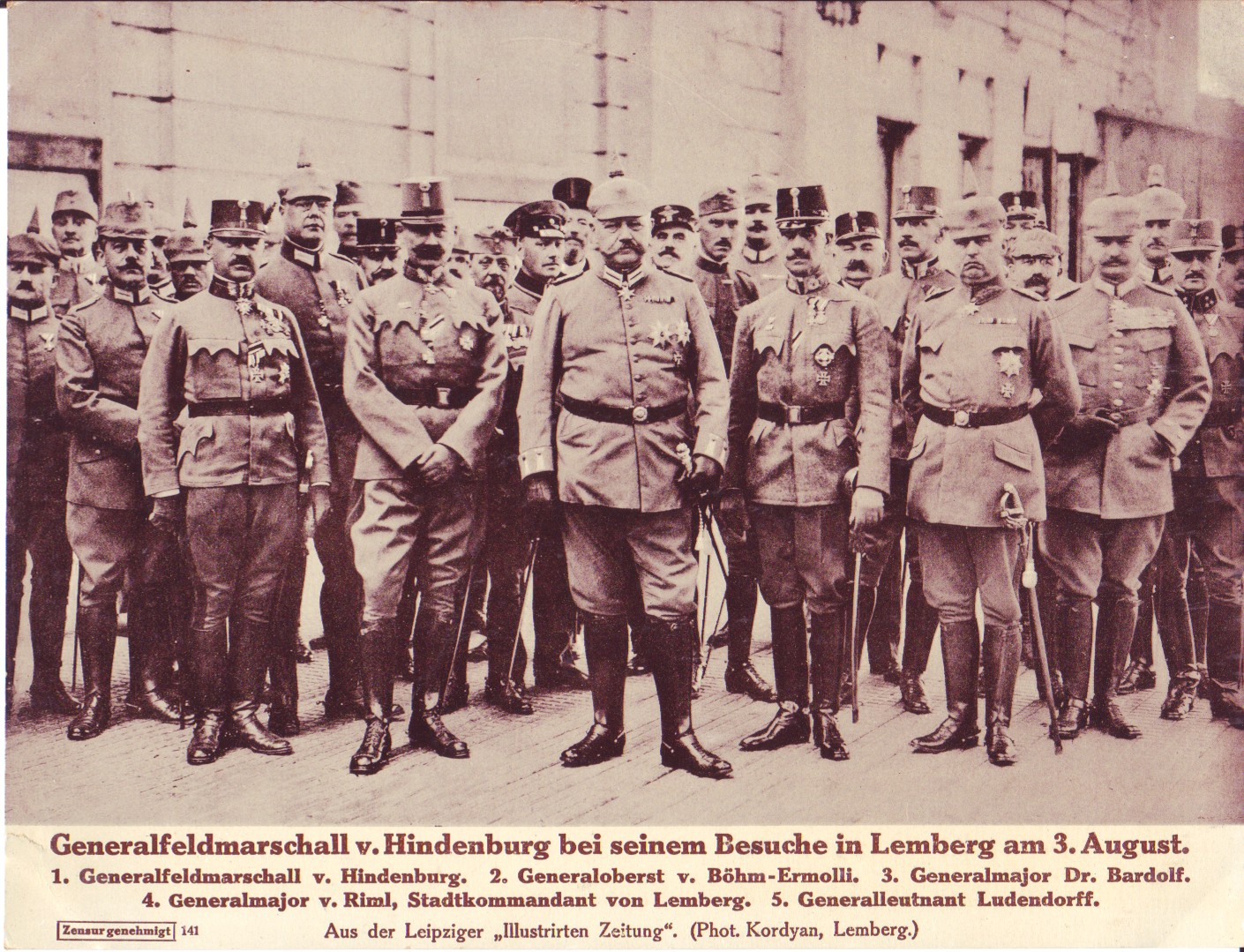
Besuch in Lemberg im August 1916: Hindenburg, Böhm-Ermolli und Ludendorff

Die Schlacht bei Gorlice-Tarnów stellte für die Mittelmächte 1915 einen entscheidenden Befreiungsschlag an der Ostfront dar. Herfried Münkler bezeichnet den durch die Schlacht ermöglichten anschließenden Feldzug als «größter Sieg der Deutschen während des gesamten Krieges». Die gesamte Karpatenfront war aus den Angeln gehoben worden, am 3./4. Juni wurde die wichtige österreichisch-ungarische Festungsstadt Przemyśl zurückgewonnen, die erst am 22. März vor den Russen kapituliert hatte. Die auf einer Breite von 160 km eingedrückte russische Südwestfront musste um ca. 100 km auf eine unvorbereitete Linie am San zurückgenommen werden.
Die Stawka versuchte sie mit den zusammengewürfelten Resten der 3. Armee zu verteidigen. Dazu sagte Großfürst Nikolaj Nikolajewitsch: … kaum ausgebildete Bauerntölpel; sie haben mangels Waffen nicht einmal richtig schießen gelernt. Mackensen meldete, er kämpfe nur noch gegen vollkommen heruntergekommene Truppen. Diese leisteten zunächst tapferen Widerstand, der jedoch bald zusammenbrach. Allein am 14. Juni ergaben sich weitere 15.000 Mann. Am 19. traf Mackensen mit seinen erschöpften Truppen vor Grodek auf eine gut ausgebaute Verteidigungslinie, die er trotz der Kräfteunterlegenheit sofort stürmen ließ. Erneut wurde die Front durchbrochen und am 22. Juni die Großstadt Lemberg zurückerobert. In diesen Gefechten verlor das russische Heer noch einmal so viele Soldaten, wie es in der Schlacht bei Gorlice-Tarnow verloren hatte.
Im Angesicht der totalen Niederlage ordnete die russische Führung unter Großfürst Nikolai am 17. Juni die Räumung Polens an, die im Großen Rückzug gipfelte. Somit hatte das Russische Kaiserreich die ersten großen Verluste an Territorium hinzunehmen, ganz abgesehen von den Verlusten an Menschen und Material. Generell wurden die zuversichtlichen Kriegsziele der russischen Führung nach Gorlice-Tarnów ad absurdum geführt. Die von den westlichen Verbündeten oft angemahnte Absicht, den Krieg auf deutsches Gebiet zu tragen, wurde illusorisch. Für die Mittelmächte bedeutete die Operation hingegen einen vollen Erfolg. Der mehrere hundert Kilometer tiefe Puffer gegen die russische Armee, der im Laufe des Jahres erobert wurde, ermöglichte der OHL die Vorbereitung zur Offensive von Verdun und bannte jede territoriale Gefahr für das Reich. Auch für Österreich-Ungarn hatte sich die Lage entspannt. Die Doppelmonarchie konnte sich nun der Gefahr, die Italien im Süden als neues Mitglied der Entente darstellte, fast voll und ganz zuwenden.
Wilhelm Groener betonte jedoch die Grenzen taktischen Erfolgs, am 22. und 24. September 1915 notierte er: „Die Kulissenschieberei geht weiter […] Es fehlt eben die aus der Tiefe herbeigeführte, alles überwältigende Kraft der wahren operativen Umfassung […] Es liegt nichts Grandioses in der Operation. So schön das Bild des Sackes auf der Karte aussieht, es ist keine Kraft dahinter, um ihn zuzuziehen […]. Die umfassende Operation Ludendorff-Hindenburg ist endgültig mißglückt.“ Dies bezog sich darauf, dass es den Russen am 23. September 1915 durch einen Gegenangriff nördlich von Wilejka endgültig gelang, die vom deutschen Generalstab geplante Umfassung großer Truppenteile zu verhindern (Schlacht bei Wilna).
Durch den Fall Kongresspolens an die Mittelmächte veränderte die Schlacht auch die Lage der polnischen Nationalbewegung. Die pro-russische Fraktion unter Roman Dmowski wurde geschwächt, während die auf pro-österreichischer Seite 1915 mit 20.000 Soldaten kämpfende Legionsbewegung unter Józef Piłsudski gestärkt wurde.

## Gründe des Durchbruchs
Der erfolgreiche Durchbruch und die sich daran anschließenden erheblichen Geländegewinne für die Mittelmächte heben die Schlacht von Gorlice-Tarnów vom sonstigen militärischen Geschehen in dieser Phase des Ersten Weltkriegs ab. Hierfür werden verschiedene Ursachen vorgebracht.
So seien bei der Schlacht von Gorlice-Tarnów die von den deutschen Truppen zuvor an der Westfront gesammelten taktischen Verbesserungen erstmals an der Ostfront gebündelt zum Einsatz gekommen. Hierzu gehörte eine verbesserte Koordination zwischen Artillerie und Infanterie, das Wissen um die enorme Bedeutung von befestigten Stellungen im Feld, aber auch der Einsatz neuerer Kommunikationstechnik, wie etwa des Feldtelefons. Dies zusammengenommen habe den Truppen der Mittelmächte eine spürbare taktische Überlegenheit verschafft.
Die russische 3. Armee wiederum versäumte die ausreichende Sicherung ihrer Stellungen. So besaß das russische Stellungssystem zwar eine Tiefe von 6 km, verfügte aber nicht über eine ausreichende Anzahl von vorgeschobenen Beobachtungsposten oder Luftaufklärung. Nur so ist zu erklären, dass die massive Konzentration der vier deutschen Divisionen unbemerkt vonstattengehen konnte. Hinzu kam, dass Agentenmeldungen, die vor einer Offensive der Mittelmächte gewarnt hatten, von den militärischen Stäben auf russischer Seite nicht ernst genommen wurden. Zuletzt waren die russischen Stellungen insofern mangelhaft, dass sie über keine Auffangstellungen im rückwärtigen Raum verfügten, aus denen heraus herangeführte Reserven den feindlichen Durchbruch hätten eindämmen können. Tatsächlich hatte Armeekommandeur Dimitriew solche Bemühungen des russischen X. Korps sogar aktiv unterbunden. So vertrat er die Ansicht, dass ein Korps, das Stellungen für seine Reserven ausheben konnte, personell überbesetzt war. Im Vorfeld der Schlacht löste er daher sogar Truppenteile aus dem X. Korps heraus und sandte diese zur Karpatenfront.
Diese Konzentration auf die geplante Karpatenoffensive war es weiterhin, die auf strategischer Ebene zu einer erheblichen Schwächung der russischen Seite im Vorfeld der Schlacht führte. So standen an diesem westlichen Frontabschnitt der russischen 3. Armee weniger und ausschließlich Reserveformationen zum Abfangen des feindlichen Angriffs zur Verfügung. Die zehn deutschen und acht k.u.k. Divisionen traten gegen nur fünfeinhalb russische Divisionen, bestehend aus Reservisten, an. Die vergleichsweise geringe Mobilität der russischen Armee sowie das zu diesem Zeitpunkt in Galizien schlecht ausgebaute Eisenbahnsystem verhinderten zudem, dass ausreichend Reserven rechtzeitig herangeschafft werden konnten. Nicht zuletzt führte die Entscheidung General Dimitriews, die eigenen Truppen in Feindnähe zu konzentrieren, anstatt den Vormarsch durch eine tief gestaffelte Verteidigung möglichst lange zu verzögern, zu den sehr großen Verlusten auf russischer Seite im Nachgang des Durchbruchs.
Zuletzt wird auch ganz allgemein die erheblich schlechtere Versorgungslage der russischen Seite als Grund für die Niederlage in der Schlacht von Gorlice-Tarnów vorgebracht. So waren Infanterieeinheiten oftmals mit zu wenigen Gewehren ausgestattet und die Artillerie litt beständig unter Munitionsmangel. Weiterhin hatte sich die russische Armee auf einen Bewegungskrieg vorbereitet und daher insgesamt die Artillerieeinheiten vorrangig mit leichten statt schweren Geschützen ausgestattet. In den sich dann bald entwickelnden Stellungsgefechten stellte sich dies als schwerer Nachteil heraus.